# MissionForce: Cyberstorm
MissionForce: Cyberstorm è un videogioco di strategia a turni con piccole componenti di avventura (con paesaggio, unità e strutture 2D, ma modelli 3D) ambientato in un ipotetico futuro prossimo su mondi sconvolti da una guerra tra fazioni. Il gioco obbliga il giocatore a costituire e controllare una squadra di soldati che usa macchine distruttive del tipo mecha detti hercs, di cui ci si deve occupare in modo completo, assemblandoli, equipaggiandoli e aggiornandoli. Il titolo è stato sviluppato da "Sierra" e distribuito nell'anno 1996.
Pur non avendo fatto molti passi avanti in campo commerciale, ha venduto abbastanza per un sequel chiamato CyberStorm 2: Corporate Wars. In seguito, il gioco è stato ripubblicato digitalmente il 23 luglio 2019 su GOG.com.

## Modalità di gioco
Il gioco presenta varie campagne di missioni in serie con obiettivi di vario tipo per il gioco in singolo (con indicato il livello di difficoltà), più alcuni scenari-tutorial per imparare le regole di base del gioco, oltre che alcune mappe scenario di battaglie.